# Hokejówka krótkopręga
Hokejówka krótkopręga, hokejówka z Santa Maria (Thayeria obliqua) – gatunek słodkowodnej ryby z rodziny kąsaczowatych (Characidae).

## Występowanie
Ameryka Południowa.

## Charakterystyka
Żyją w stadach, w większej liczbie osobników. Jest żywa i towarzyska, nadaje się do akwarium wielogatunkowego. Musi ono być duże i dobrze zarośnięte, temperatura powinna wynosić od 22 do 28 °C. Dymorfizm płciowy u tego gatunku nie jest zaznaczony. 
Bywa często mylona z hokejówką amazońską. Różni się od niej długością czarnej pręgi, która zaczyna się rozmytym pasem w okolicy płetwy grzbietowej i przechodzi przez bok ciała do końca dolnej części płetwy ogonowej.
Dorasta do 8 cm długości.